# 666 - Il triangolo maledetto
666 - Il triangolo maledetto (The Dark Side of the Moon) è un  film del 1990 diretto da D. J. Webster.

## Trama
2022: l'equipaggio di una nave spaziale rimane bloccato nel lato oscuro della Luna, mentre perde rapidamente ossigeno e carburante a causa di un inspiegabile guasto. Dopo l'inquietante incontro con lo Space Shuttle Discovery (affondato nel triangolo delle Bermuda trent'anni prima) per l'equipaggio sembra esserci un barlume di speranza, tuttavia uno dopo l'altro gli astronauti muoiono in circostanze misteriose, mentre si scopre una strana connessione tra la Luna, il triangolo delle Bermude e il Diavolo stesso.